# Omar Alba
Omar Enrique Alba Burrowes (ur. 26 marca 2004 w mieście Panama) – panamski piłkarz występujący na pozycji środkowego obrońcy, od 2022 roku zawodnik amerykańskiego Real Monarchs.